# Digitaria evrardii
Digitaria evrardii är en gräsart som beskrevs av Van der Veken. Digitaria evrardii ingår i släktet fingerhirser, och familjen gräs. Inga underarter finns listade i Catalogue of Life.